# Shahr-e Sūkhté
Shahr-e Sūkhté (em persa: شهر سوخته, significa "A Cidade Queimada"), Shahr-e Sukhteh ou Shahr-i Shōkhta, é um sítio arqueológico de um assentamento urbano da Idade do Bronze, associado com a Cultura de Jiroft. Localizado na Província de Sistão-Baluchistão, sudeste do Irã, às margens do Rio Helmand, perto da estrada que liga Zahedan a Zadol.
As razões para queda inesperada da Cidade Queimada ainda são um mistério. Artefatos descobertos na cidade demonstram uma peculiar incongruência com as civilizações ao redor e especula-se que Shahr-e-Sookhteh possa ter demonstrado evidências concretas de uma civilização pré-histórica persa que foi independente da antiga Mesopotâmia.

## Arqueologia

Reprodução de um desenho em um vaso de cerâmica

Animação de um desenho em vaso encontrado em Shahr-e Sookhteh, no Museu Nacional do Irã.

Cobrindo uma área de 151 hectares, Shahr-e Sukhteh foi uma das maiores cidades em seu tempo. Na parte oeste do local há um vasto cemitério, que contem entre 25.000 e 40.000 tumbas antigas.
O assentamento apareceu por volta de 3.200 a.C.. A cidade tinha quatro estágios de civilização e foi queimada por três vezes e abandonada em 1.800 a.C.
O local foi descoberto e investigado por Aurel Stein no início da década de 1900.

O local foi escavado desde 1967 pelo Istituto italiano per l'Africa e l'Oriente (IsIAO) liderado por Maurizio Tosi e continuou até 1978. Após um lapso de tempo, os trabalhos voltaram a ser realizados pela Organização para Herança Cultural e Turismo Iraniano, liderado por SMS Sajjadi. Novas descobertas são feitas de tempos em tempos.

## UNESCO
Shahr-i Sokhta foi incluída na lista de patrimônio Mundial da UNESCO por "representar a emergência de um primeiro complexo de sociedades na região leste do Irã... um local rico que é fonte de informações do terceiro milênio a.C."